# República Boloñesa
La República boloñesa fue una «república hermana», un estado satélite de la Primera República Francesa que existió brevemente en la ciudad de Bolonia, en Italia, proclamada el 19 de junio de 1796, después de su ocupación por los franceses (que inmediatamente crearon un Senado). Fue finalmente anexionada por la República Cispadana el 16 de octubre del mismo año.